# 2.º Batallón Aéreo de Reemplazo
El 2º Batallón Aéreo de Reemplazo (2. Flieger-Ersatz-Abteilung) fue una unidad de la Luftwaffe de la Alemania nazi.

## Historia
Fue formado en agosto de 1935 en Quedlinburg. El 1 de octubre de 1935 es renombrado como 12.º Batallón Aéreo de Reemplazo.